# Cervecería Boliviana Nacional
Pour les articles homonymes, voir CBN.
 (avril 2021).
Si vous disposez d'ouvrages ou d'articles de référence ou si vous connaissez des sites web de qualité traitant du thème abordé ici, merci de compléter l'article en donnant les références utiles à sa vérifiabilité et en les liant à la section « Notes et références ».
Cervecería Boliviana Nacional S.A. (CBN) est une brasserie bolivienne qui contrôle 98 % du marché de la bière en Bolivie. Elle a été créée en 1877 par Alexander Wolf sous le nom Wolf & Company.
La CBN a seize usines, mais ses principaux centres de production sont à La Paz, à Santa Cruz de la Sierra et à Cochabamba.
La CBN compte seize marques de bière et une de bi-cervecina, les plus connues sont la Paceña, l'Huari, la Ducal et la Bock. La plus vendue sur le marché bolivien est la Paceña Pilsener, la bière originale de l'entreprise, produite à La Paz.